# Nomologia

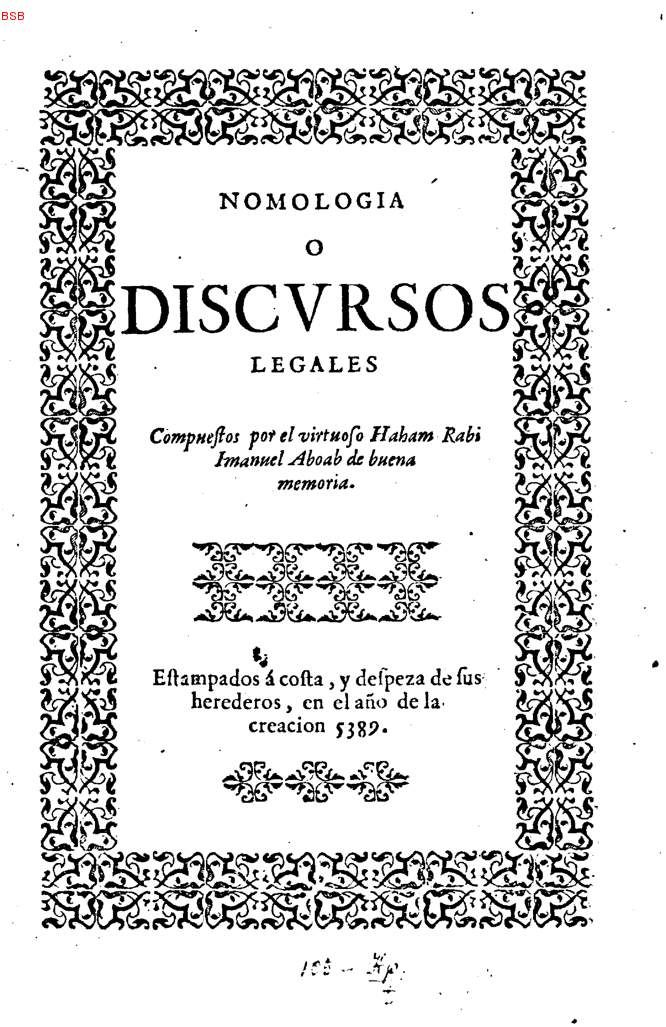
Nomologia o Discursos Legales (1629)

Nomologia è una parola composta dai due termini di origine greca nomos (legge) e logia (scienza). Il termine filosofico è stato creato per indicare una "scienza delle leggi" fondata sulla teoria che sia possibile elaborare descrizioni dedicate non agli aspetti particolari della realtà ma ispirate a una visione scientifica di validità universale.

## Origine
Il lemma compare probabilmente per la prima volta in Jakob Omphal, (latinizzato: Iacobus Omphalius Andernacus) (1500-1567), giurista tedesco nella sua opera postuma: Nomologia, qua eloquendi ac disserendi ratio ad vsum forensem ciuiliumque causarum procurationem, pergrata studiorum omnium utilitate, Parigi 1579. Il significato che lo studioso attribuisce a "nomologia" è connesso alla "graditissima utilità" (pergrata utilitate) che la disciplina avrebbe nella trattazione forense delle cause civili. Questa interpretazione della nomologia riceve riscontro nello studio di Immanuel Aboab (c. 1555-1628), studioso ebreo portoghese, Nomologia o Discursos Legales, Amsterdam 1629 (opera postuma in spagnolo, pubblicata dagli eredi).

## Utilizzi

### In filosofia
Nell'ambito del positivismo e della sua esaltazione del progresso scientifico, la nomologia per Domenico Rossetti De Scander (1774-1842) acquista un valore di scientificità, deducibile dalle leggi che governano la natura, estesa alla politica nei suoi principi metafisici ("Metapolitica") e a quanto rientra nel buon governo dello Stato:
La Nomologia, sebbene abbia trovato parziale e saltuaria applicazione in passato nell'azione politica di Giovanni Botero, Gaetano Filangeri, Montesquieu, osserva Rossetti, non può ancora definirsi come scienza propria: è questo un compito affidabile ai futuri studiosi forniti di «legali e filosofiche dottrine».

### In etica
In effetti la Nomologia entrerà come riflessione positivista sulla morale nell'opera La morale dei positivisti di Roberto Ardigò (1828-1920) «che si pone il problema di una morale scientifica che grazie ad uno studio comparato delle idealità umane presenti nelle varie civiltà, e perciò non deducibili a priori, sia in grado di ricavare dei principi universalmente valevoli» riscontrabili nella Nomologia definita ora come «scienza delle evoluzioni future delle idealità».

### In epistemologia
Al concetto di nomologia s'ispira anche Edmund Husserl quando riprende il progetto di Leibniz e Cartesio di una mathesis universalis intesa non tanto come scienza matematica universale ma come «scienza nomologica universale delle forme di molteplicità»: espressione che nella fenomenologia husserliana viene riproposta per indicare la logica formale o pura, come scienza eidetica dell'oggetto in generale.
La nomologia è anche alla base del cosiddetto modello nomologico-deduttivo, teorizzato per chiarire la natura della spiegazione scientifica  da Carl Gustav Hempel e Paul Oppenheim nel loro articolo Studies in the Logic of Explanation del 1948. dove si sostiene la tesi dell'unitarietà tra le scienze empiriche, accomunate dall'uso di due possibili tipi di spiegazione: probabilistica (ossia induttiva) e nomologico-deduttiva.

### In tassonomia
Il termine "nomologia" compare anche nella botanica per indicare la ricerca delle leggi relative allo sviluppo delle piante.